# Euchrepomis sharpei
El tiluchí lomigualdo (Euchrepomis sharpei), también denominado hormiguerito de lomo amarillo (en Perú) o tiluchí de lomo amarillo, es una especie de ave paseriforme perteneciente al género Euchrepomis de la familia Thamnophilidae. Hasta recientemente estaba incluido en el género Terenura, de donde fue separada en 2012. Es endémico de la yungas del centro oeste de América del Sur.

## Distribución y hábitat
Se distribuye por la pendiente oriental de los Andes en el extremo sur de Perú (Cuzco, Puno) y oeste de Bolivia (La Paz, Cochabamba).
Sus hábitat natural es la canopia y los bordes de selvas húmedas tropicales de regiones montanas bajas, entre 1000 y 1700 m de altitud, donde es considerada rara y local.

## Estado de conservación
El tiluchí lomigualdo ha sido calificado como «en peligro de extinción» por la Unión Internacional para la Conservación de la Naturaleza (IUCN) debido a la sospecha de que su pequeña población total, estimada en 2500 a 10 000 individuos y su también pequeña zona de distribución se encuentran en decadencia debido a la perdida de hábitat.

### Amenazas
Con base en modelos de deforestación de la región, se estima que la especie irá perder alrededor de 45% de su hábitat preferencial dentro de su zona de distribución a lo largo de tres genneraciones (14 años). Dada la susceptibilidad de la especie a la fragmentación, se presume que la población irá declinar alrededor de 50% a lo largo de las tres generaciones.
Las áreas accesibles con hábitat conveniente (incluyendo el norte de Carañavi) están siendo deforestadas para cultivos de café, frutas cítricas y, en altitudes menores, coca y té.

### Acciones de conservación
Se presume que la especie esté presente en áreas protegidas o próximo a ellas, tales como el parque nacional Bahuaja Sonene en Perú y el  parque Nacional Madidi en Bolivia; y a mayores altitudes en la reserva de la biosfera y tierra comunitaria de origen Pilón Lajas, en La Paz. El sitio de Chapare se encuentra cerca de los límites del parque Nacional Carrasco.

## Sistemática

### Descripción original
La especie E. sharpei fue descrita por primera vez por el ornitólogo alemán Hans von Berlepsch en 1901, bajo el nombre científico Terenura sharpei; localidad tipo «Quebrada Honda, Cochabamba, Bolivia.»

### Etimología
El nombre genérico femenino «Euchrepomis» deriva del griego euchrôs (de colores brillantes) y epômis (región de la espalda), en referencia al color amarillo o rufo-anaranjado brillante de las plumas cobertoras secundarias menores de los machos, una característica única dentro de la familia Thamnophilidae; y el nombre de la especie «sharpei», homenajea al ornitólogo británico Richard Bowdler Sharpe.

### Taxonomía
Trabajos anteriores ya indicaban que el género Terenura estaba hermanado con todo el resto de la familia Thamnophilidae, o sea, era basal a la familia. Los estudios de filogenia molecular de Bravo et al. (2012) comprobaron que Terenura era polifilético y que las cuatro especies andino-amazónicas Euchrepomis spodioptila, E. callinota, E. humeralis y la presente, no estaban ni cercanamente emparentadas con la especie tipo del género, Terenura maculata. Más allá, demostraron que estas cuatro especies no estaban particularmente relacionadas con ningún otro tamnofílido y que representaban un clado hermanado con todos los otros miembros de la familia. Para este clado fue descrito un nuevo género Euchrepomis. El relevante cambio taxonómico fue aprobado en la Propuesta N° 557 al Comité de Clasificación de Sudamérica (SACC).
La especie es monotípica.